# Hofgärtnerhaus Düsseldorf

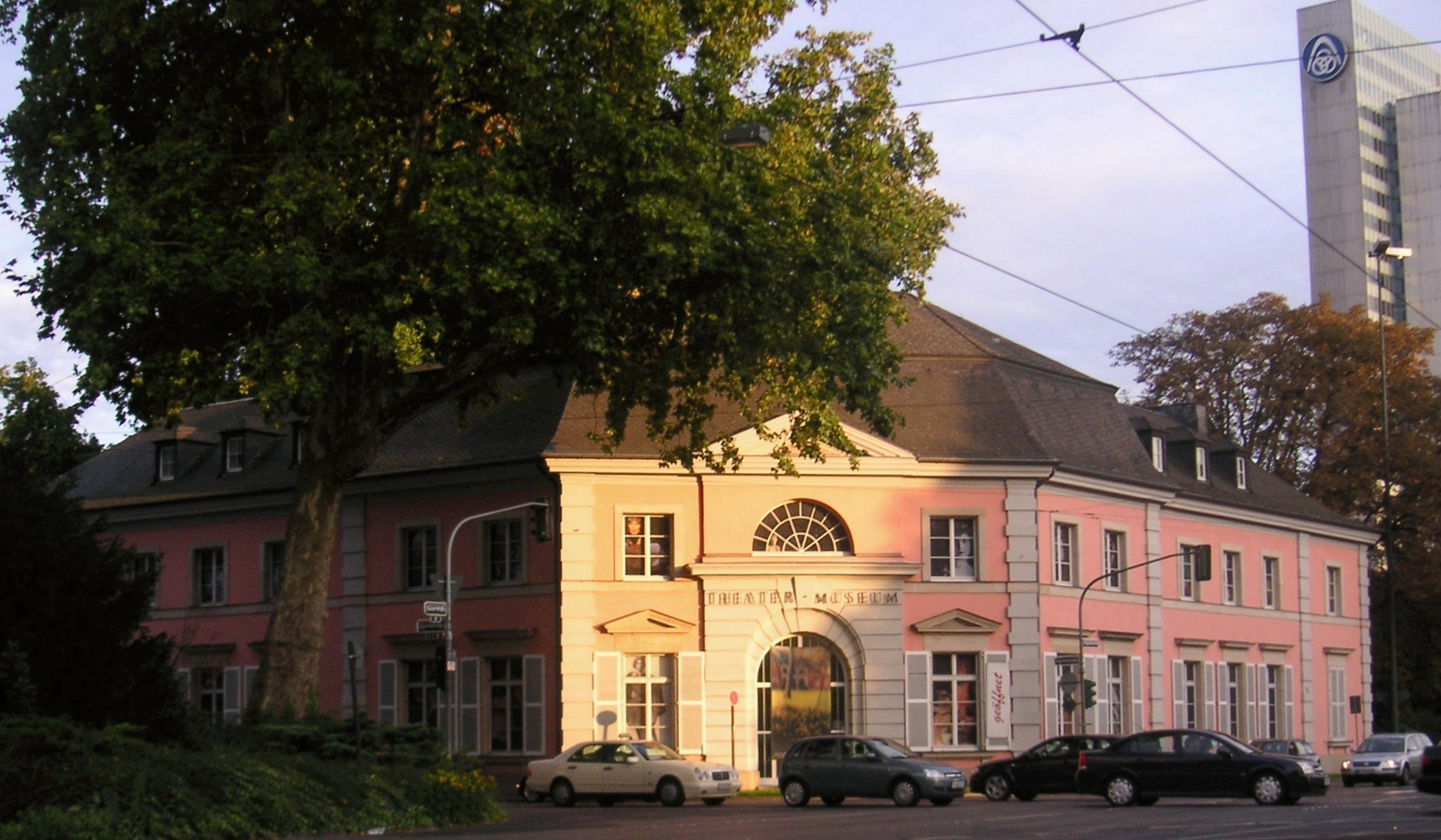
Hofgärtnerhaus Düsseldorf

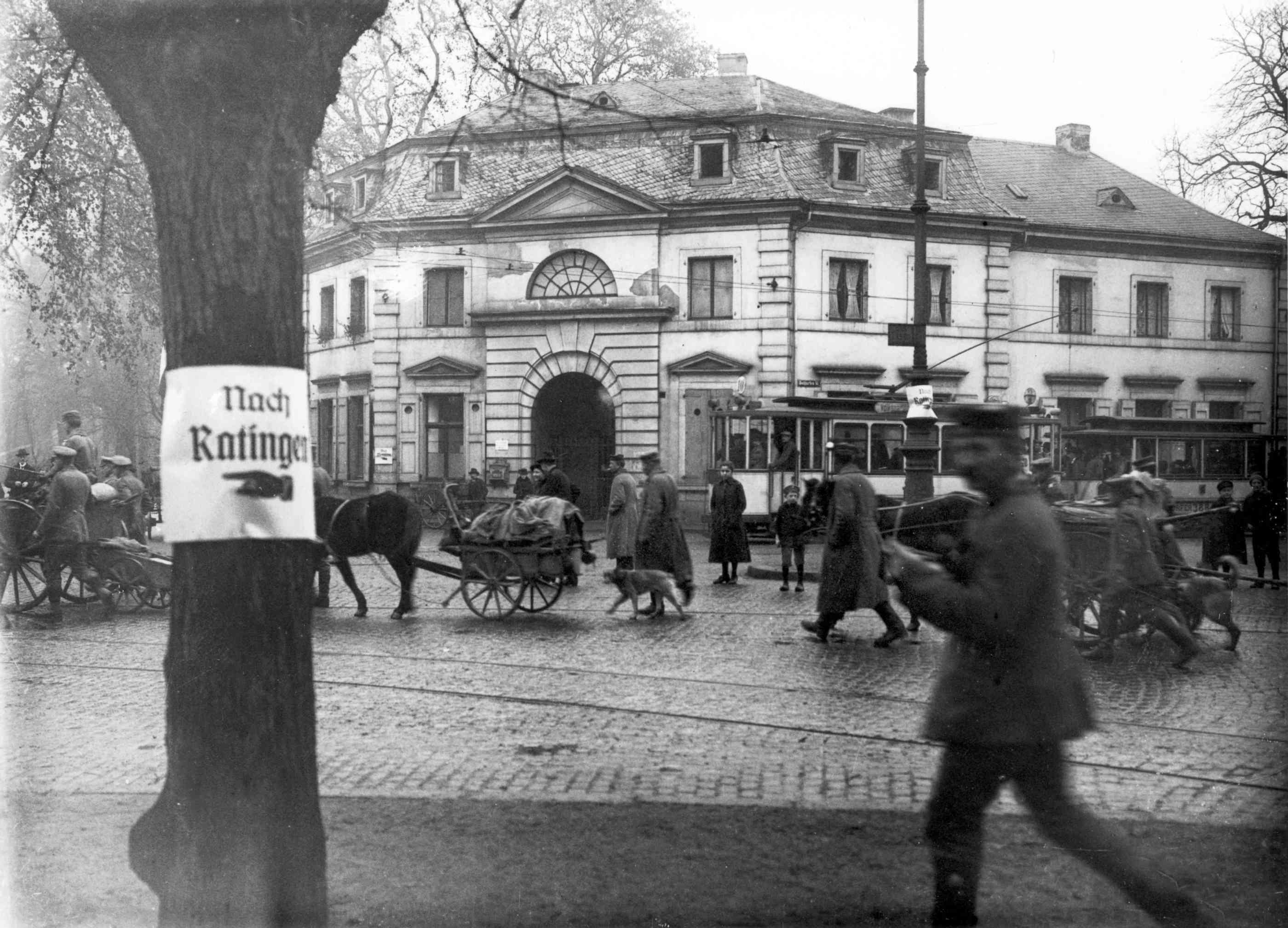
Hofgärtnerhaus Ende 1918, Foto Julius Söhn

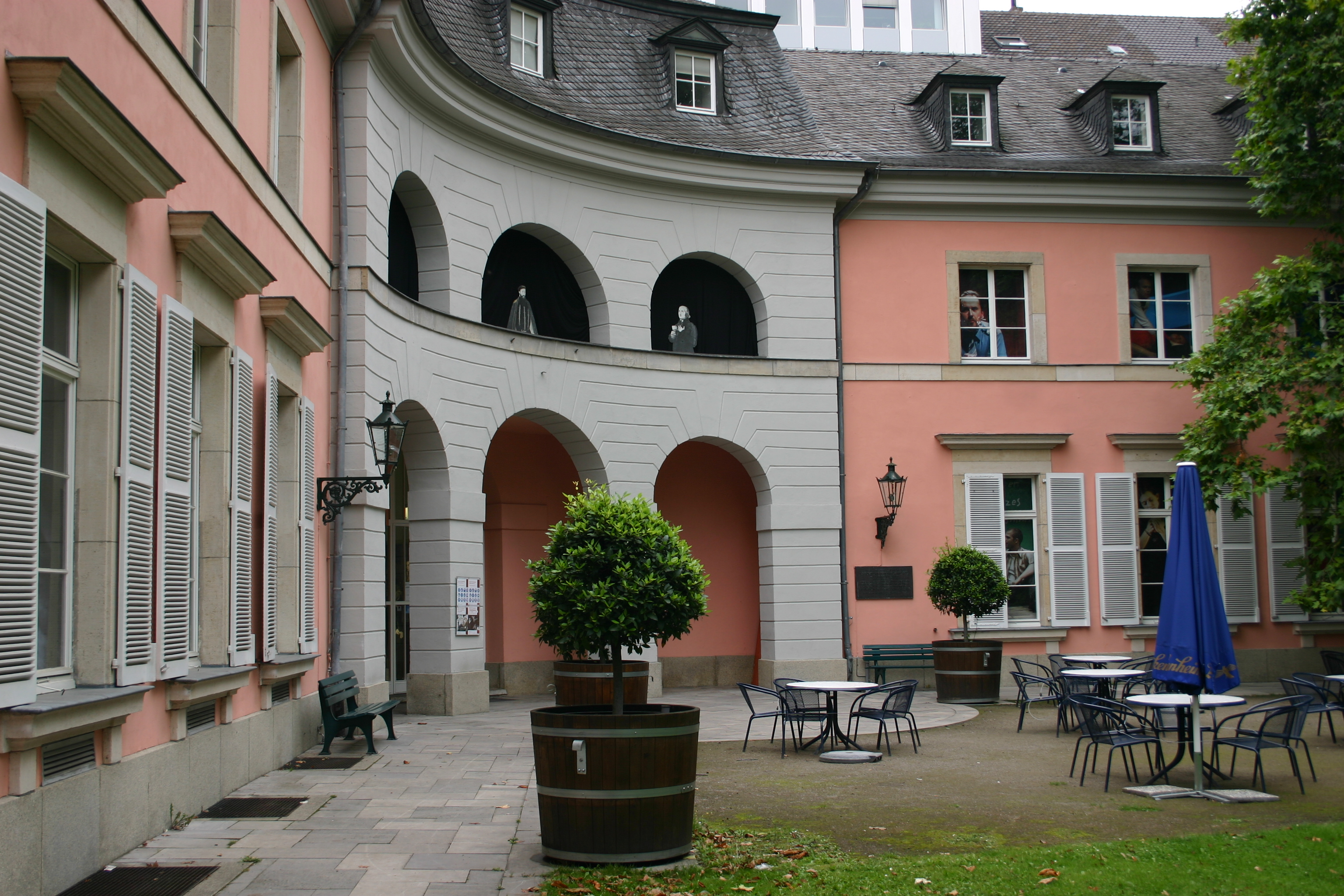
Café des Theatermuseums

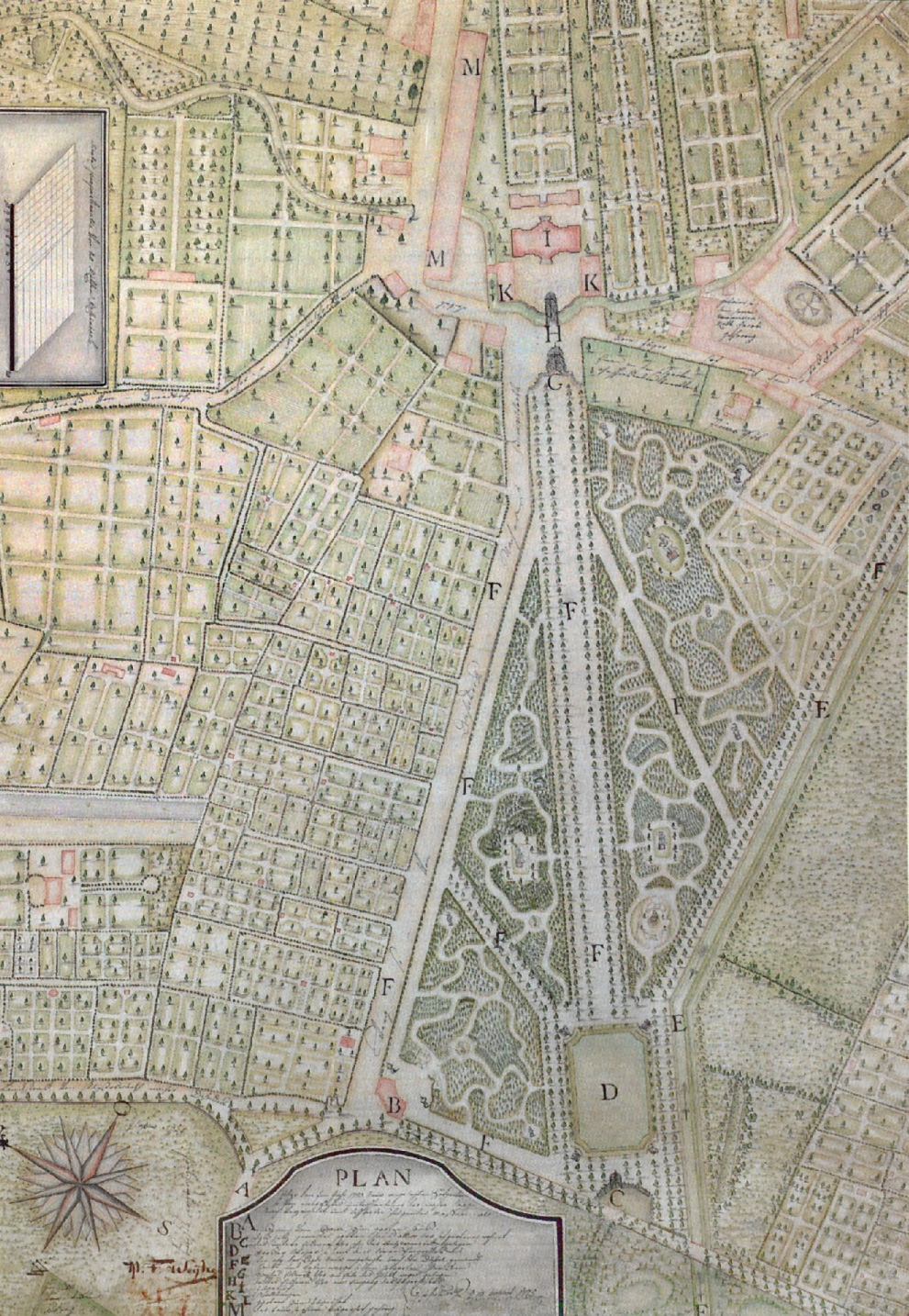
Hofgärtnerhaus (B) im Plan des Hofgartens von 1775

Das Hofgärtnerhaus befindet sich an der Jägerhofstraße innerhalb des Hofgartens in Düsseldorf. Es ist im Barockstil errichtet und beherbergt das ehemalige Dumont-Lindemann-Archiv, heute das Theatermuseum der Landeshauptstadt. Der Freifrau von Kö dient das Hofgärtnerhaus als Ausgangspunkt ihrer Stadtführungen.

## Geschichte des Gebäudes
Das Hofgärtnerhaus geht auf den Kurfürsten Karl Theodor von Pfalz-Sulzbach zurück.
Es wurde in den Jahren 1769–1770 im Hofgarten auf Grund von Plänen Nicolas de Pigages erbaut. Wie der Name sagt, diente es als Dienstwohnsitz des amtierenden Hofgärtners, dessen Aufgabe in der Hege und Pflege des Hofgartens bestand.
1780 erfolgte die erste Erweiterung. Das Repräsentativgebäude diente in dieser Zeit nicht nur als Dienstwohnung, sondern wurde auch Veranstaltungsort für Bälle, Konzerte und privates Schauspiel. 1796, im Rahmen des Ersten Koalitionskriegs, sprengte die französische Artillerie Jean-Baptiste Klébers das Hofgärtnerhaus, um ein freies Sicht- und Schussfeld rings um die besetzte Stadt zu schaffen. Im Jahre 1802 veranlasste der Kurfürst Max Joseph von Pfalz-Bayern den Wiederaufbau des Gebäudes, das fortan wieder die Dienstwohnung des Hofgärtners wurde. Ausgeführt wurde der Wiederaufbau unter Leitung des Hofbaumeisters Kaspar Huschberger. So wohnte hier auch Maximilian Friedrich Weyhe, der den Ausbau des Hofgartens zu einem Englischen Landschaftsgarten leitete. Ab 1821 wurde das Hofgärtnerhaus dann als Dienstwohnung für verschiedene Bedienstete des Prinzen Friedrich von Preußen sowie auch für Maler der Düsseldorfer Schule (u. a. Alfred Rethel) genutzt. Zugleich wurde ein Gartenlokal, das Kaffeehaus der Witwe Hilgers, in dem Gebäude geführt. Von 1872 an beherbergte es ein Magazin und eine Bibliothek.
Im Zweiten Weltkrieg wurde das Hofgärtnerhaus dann erneut vollständig zerstört. Der Wiederaufbau erfolgte 1955, wobei es eine zweite Erweiterung erfuhr. Zunächst wurde hier das Goethe-Museum eingerichtet, welches später in das Schloss Jägerhof verlegt wurde. 1988 schließlich zog das Theatermuseum Düsseldorf in das Hofgärtnerhaus ein.

## Architektur
Das Hofgärtnerhaus war ursprünglich ein eingeschossiger Eckbau mit einem viertelkreisförmigen Mansarddach, in dessen Mitte sich der Eingang befand. Die Pläne stammten von dem lothringischen Baumeister Nicolas de Pigage. Das Gebäude ähnelte in der spätbarocken Betonung klassizistischer Elemente dem früheren Malkasten-Haus an der Jacobistraße. Die erste Erweiterung durch Baumeister Peter Köhler (* 25. Juli 1748; † 2. Januar 1837) im Jahr 1780 umfasste eine seitliche Erweiterung und eine Aufstockung des Gebäudes. Zerstört im Ersten Koalitionskrieg, wurde es 1802 nach Plänen von Kaspar Huschberger wieder aufgebaut. Es erhielt in der Mittelachse eine Tordurchfahrt, die beiderseits durch Wegachsen des Hofgartens erschlossen war, nach Nordwesten in Form einer Allee. Eine zweite Erweiterung an beiden Seiten erfuhr das Hofgärtnerhaus beim Wiederaufbau nach dem Zweiten Weltkrieg im Jahr 1955.

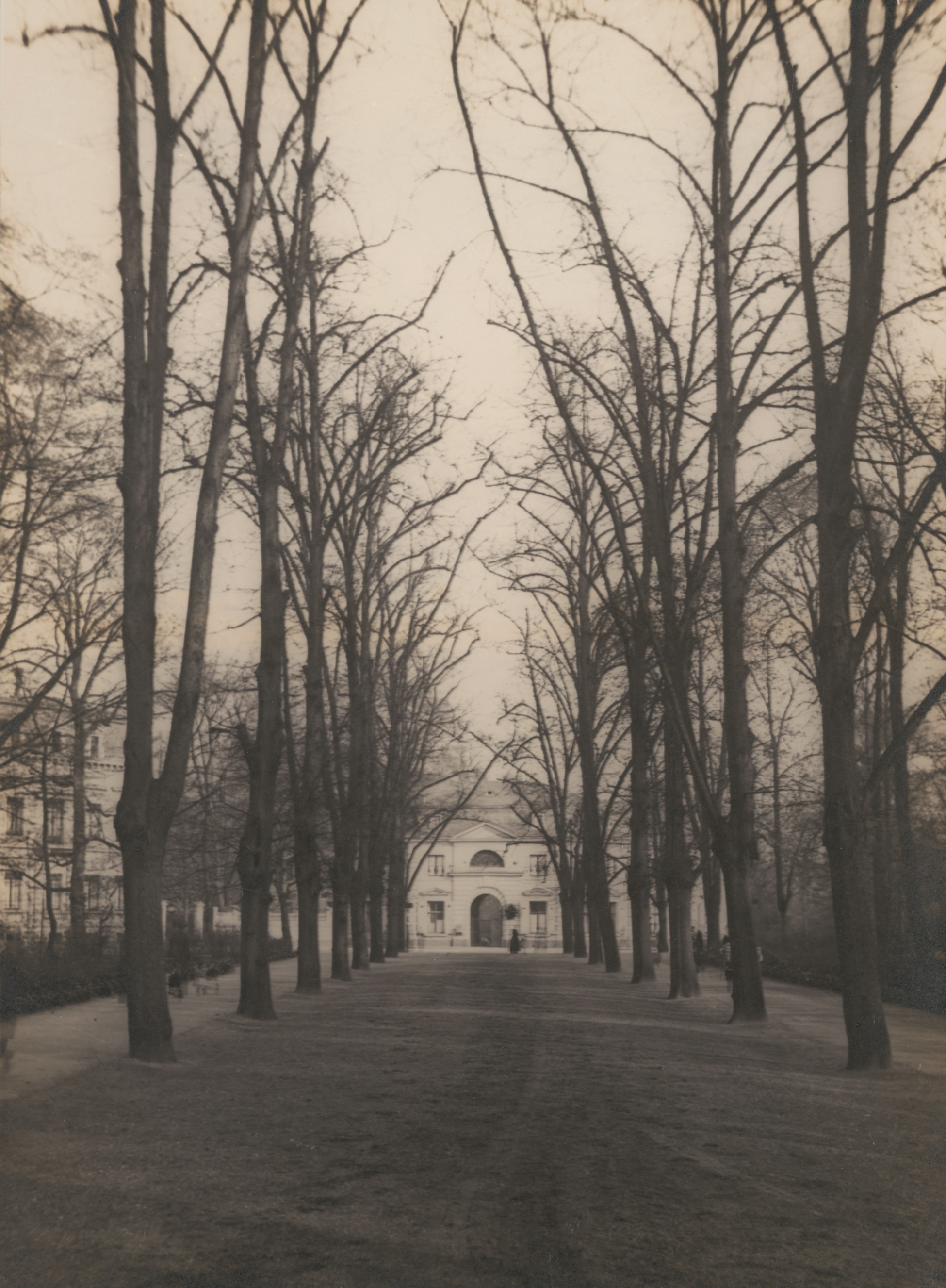
Erwin Quedenfeldt: Allee mit Tordurchfahrt des Hofgärtnerhauses als Point de Vue, 1915
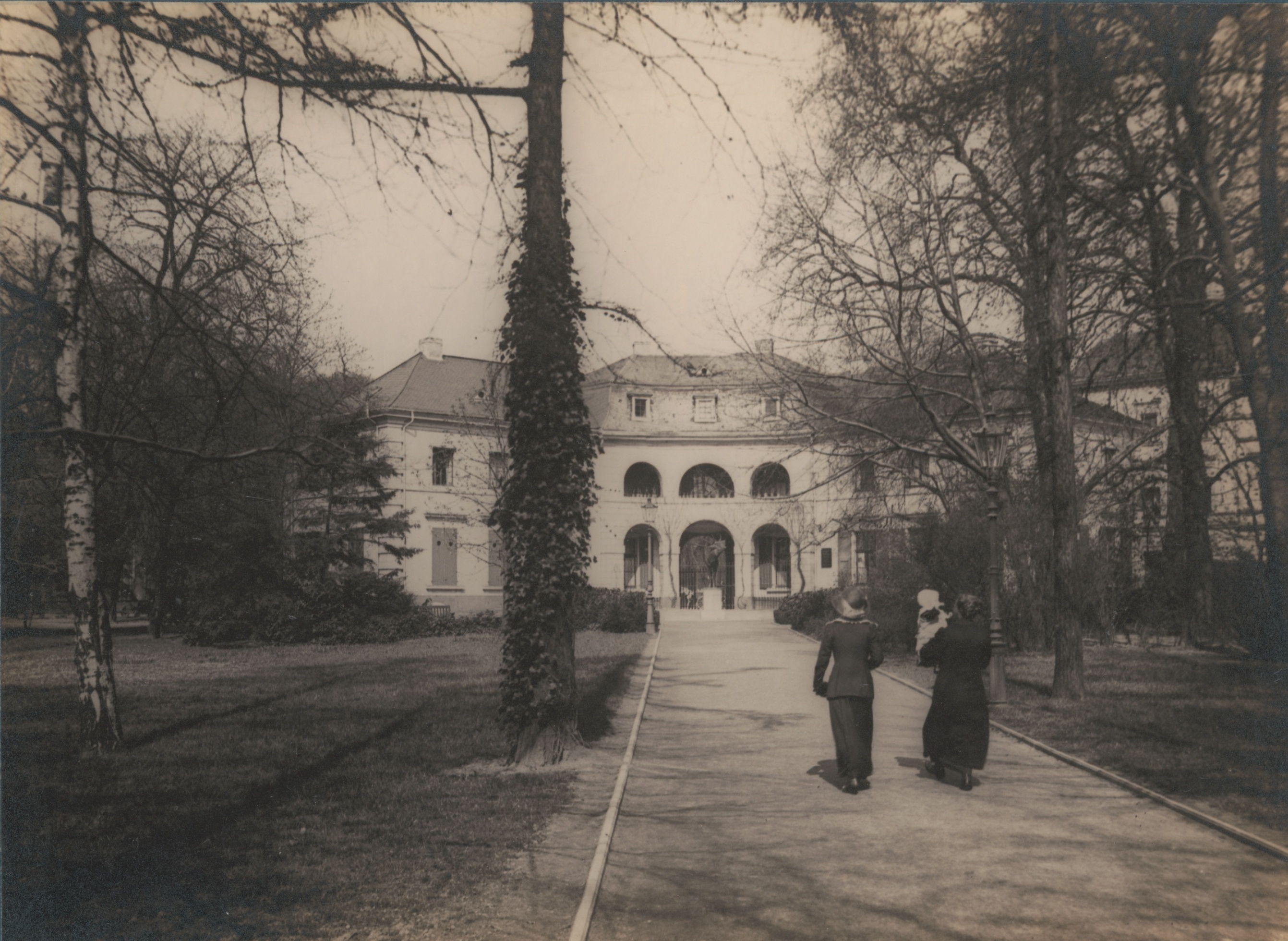
Erwin Quedenfeldt: Hofgärtnerhaus, Gartenseite mit doppelgeschossigen Arkaden, 1915